# Polonghera
Polonghera (Polonghera in piemontese, pronuncia IPA [pʊlʊɲˈɡɛɾa]) è un comune italiano di 1 109 abitanti della provincia di Cuneo nel Piemonte.

## Storia
Il paese sorse probabilmente durante l'Alto Medioevo come luogo di deposito del sale proveniente dalla contea di Nizza. Arrivato qui, il sale veniva caricato su zattere e trasportato, lungo il corso del fiume Po, fino a Torino.
Nei secoli Polonghera si sviluppò sotto il controllo di differenti casate nobiliari, finché, nel 1409, venne occupata dagli Acaia e consegnata, con titolo comitale, a Ludovico Costa di Chieri che dispose la ristrutturazione del castello. Esso subì notevoli danni nel Seicento da parte delle truppe francesi dirette a Carmagnola.

### Simboli
Lo stemma comunale è sormontato da un elmo a rappresentare l'investitura del feudo e ricorda le battaglie avvenute nei secoli XIV e XV, l'alloro che lo circonda è simbolo della vittoria degli Acaia sui Provana, dopo sei giorni di assedio al castello. Sono rappresentate tre stelle, riprese dal blasone della nobile famiglia d'Acaja. Il motto in latino è Polungheriæ Comunitas. Concordia nutrit amorem ("La comunità di Polonghera nutre l'amore nella concordia").
Il gonfalone in uso è un drappo rettangolare di azzurro.

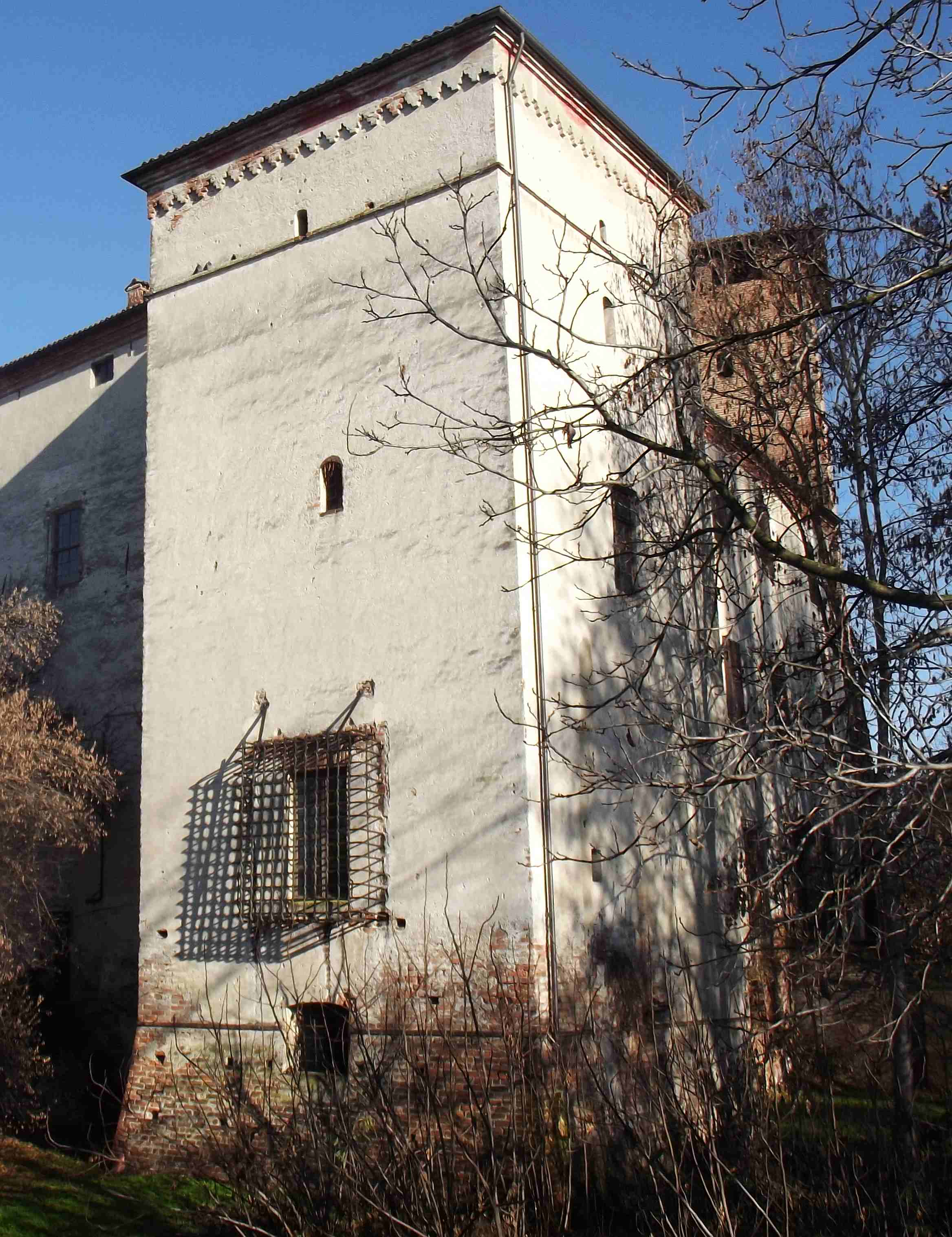
Il castello

## Monumenti e luoghi d'interesse
- Parrocchiale di San Pietro in Vincoli (XV secolo), ricostruita nel 1638, conserva al suo interno un fonte battesimale del Cinquecento;
- Confraternita dello Spirito Santo;
- Confraternita di Santa Maria (XVIII secolo);
- Castello (XII-XIII secolo), ampiamente rimaneggiato nei secoli successivi. Della struttura originale conserva l'alta torre quadrata. Di proprietà privata, oggi è utilizzato come residenza di campagna.
- Santuario della Beata Vergine del Pilone (XVIII secolo), fa parte del circuito turistico culturale "Terre dei Savoia".

## Società

### Evoluzione demografica
Abitanti censiti

### Etnie e minoranze straniere
Secondo i dati Istat al 31 dicembre 2017, i cittadini stranieri residenti a Polonghera sono 106, così suddivisi per nazionalità, elencando per le presenze più significative:
1. Romania, 36
2. India, 24

## Infrastrutture e trasporti
Tra il 1881 e il 1950 il comune fu servito dalla tranvia Torino-Saluzzo.

## Amministrazione
| Periodo | Periodo   | Primo cittadino   | Partito      | Carica  | Note |
| ------- | --------- | ----------------- | ------------ | ------- | ---- |
| 1995    | 1999      | Francesco Audisio | lista civica | Sindaco |      |
| 1999    | 2004      | Francesco Audisio | lista civica | Sindaco |      |
| 2004    | 2009      | Piero Cassio      | lista civica | Sindaco |      |
| 2009    | 2014      | Milena Cordero    | lista civica | Sindaco |      |
| 2014    | 2019      | Milena Cordero    | lista civica | Sindaco |      |
| 2019    | 2024      | Gianmaria Bosco   | lista civica | Sindaco |      |
| 2024    | In carica | Valerio Novaresio | lista civica | Sindaco |      |

### Gemellaggi
- Mondavezan, dal 1994